# Курияма, Тиаки
Тиаки Курияма (яп. 栗山千明 Курияма Тиаки, род. 10 октября 1984) — японская актриса и фотомодель, а также певица. Известна своими ролями в фильме «Королевская битва», «Ребята», а также ролью кровожадной школьницы Гого Юбари в фильме «Убить Билла» Квентина Тарантино.
Роль Такако Тигусы в фильме «Королевская битва» прославила актрису в родной Японии. Роль Гого Юбари в «Убить Билла» заставила Голливуд обратить внимание на необычную внешность актрисы. Примечательно, что на роль Гого Юбари Тиаки лично пригласил Квентин Тарантино, поскольку он был впечатлен её героиней в «Королевской битве». Роль Гого Юбари отчасти была скопирован с персонажа Такако Тигусы. Тиаки сомневалась над предложением, и долго не давала согласия, причина состояла в том, что она не знает английский, Тарантино предложил ей что её персонаж будет говорить только на японском.
По сообщению «Mainichi Shimbun» её любимыми аниме являются Евангелион, K-On!, Kuroshitsuji, Rozen Maiden.

## Фильмография
1. Ribaundo (сериал) (2011)
2. Douki (ТВ) (2011)
3. Nekku (2010)
4. Sonotoki made sayonara (ТВ) (2010)
5. Hagetaka: The Movie (2009)
6. Kamogawa horumô (2009)
7. GS wandârando (2008)
8. Komori seikatsu kôjô kurabu (2008)
9. Небесные тихоходы (2008)
10. Kids (2008)
11. Tengu gaiden (2007)
12. Tokkyu Tanaka 3 Go (сериал) (2007)
13. Hagetaka: Road to Rebirth (сериал) (2007)
14. Наращивание волос (2007)
15. Joôbachi (ТВ) (2006)
16. Haru, Barneys de (ТВ) (2006)
17. Kisarazu Cat’s Eye: World Series (2006)
18. Фокус (ТВ) (2006)
19. Woman’s Island (ТВ) (2006)
20. Мейл (2005)
21. Клочок неба (2005)
22. Великая война гоблинов (2005)
23. Тень якудза (2005)
24. Азуми 2: Смерть или любовь (2005)
25. Убывающая Луна (2004)
26. Itsuka 'A' torein ni notte (2003)
27. Убить Билла (2003)
28. ETV Special (сериал) (2003—2008)
29. Персона (2000)
30. Королевская битва (2000)
31. Псих-детектив с раздвоением личности (сериал) (2000)
32. Проклятие (видео) (2000)
33. Страна мертвых (1999)
34. Парень из Эдема (сериал) (1999)
35. Toire no Hanako-san (1995)
36. Гонин (1995)